# 430
430 (CDXXX) var ett normalår som började en onsdag i den julianska kalendern.

## Händelser

### Okänt datum
- Peter av Iberien grundar ett georgiskt kloster nära Betlehem.
- Feng Ba avgår som kejsare av Norra Yan, en av de kinesiska staterna. Han efterträds av Feng Hong.
- Korsika erövras av vandalerna.

## Födda
- Anastasius I, östromersk kejsare.
- Julius Nepos, västromersk kejsare (död 480).
- Marcia Euphemia, kejsarinna.
- Asklepigenia, nyplatonsk filosof.

## Avlidna
- 28 augusti – Augustinus, teolog och kyrkofader (född 354).
- S:t Abdas, biskop av Susa.